# Келин, Чарльз

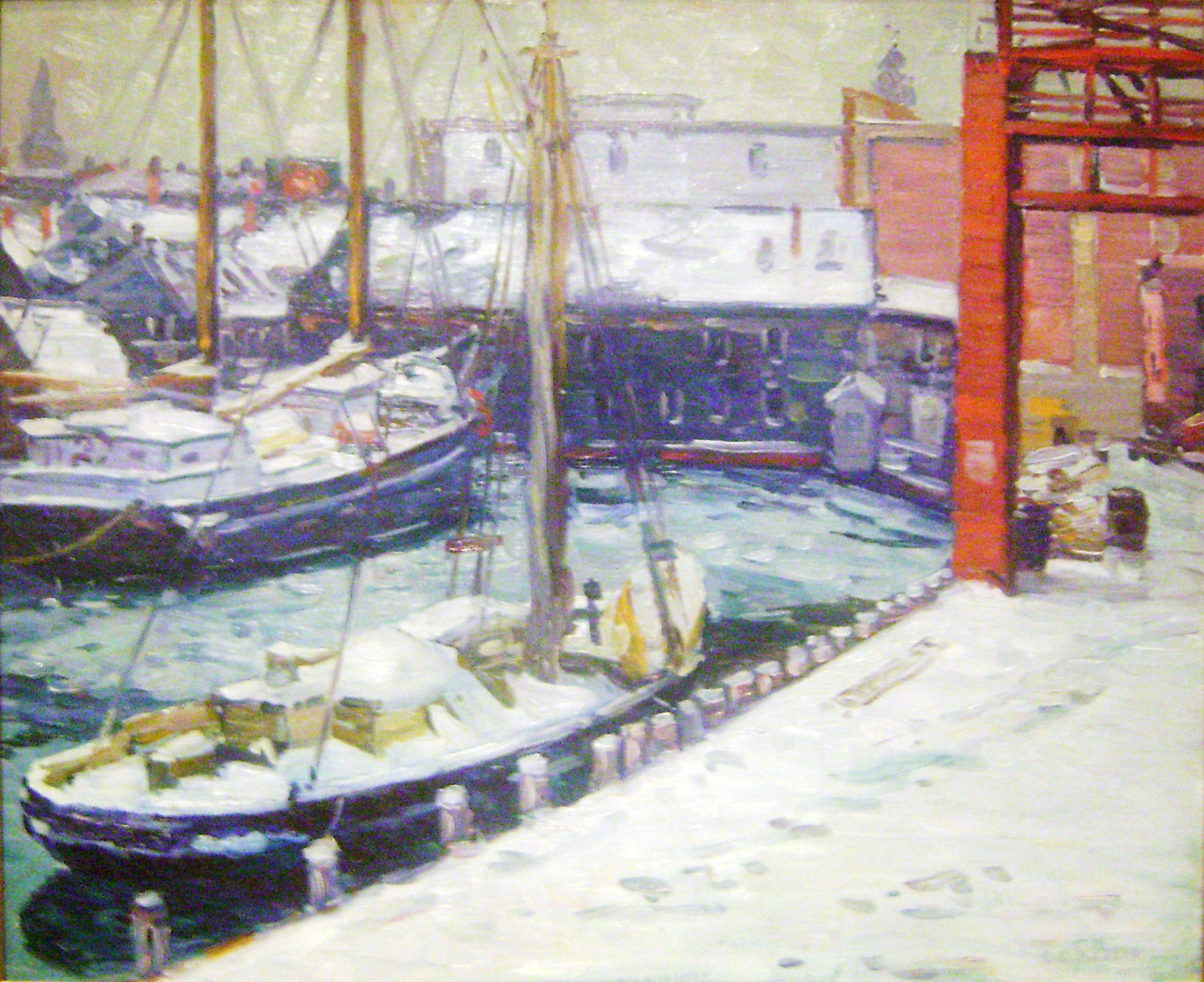
Wharf Scene in Winter (около 1910)

Чарльз Келин (Кэлин) (англ. Charles Salis Kaelin; 1858—1929) — американский художник-импрессионист.

## Биография
Родился 19 декабря 1858 года в Цинциннати, штат Огайо.
В 1876—1879 годах обучался живописи под руководством Джона Твахтмана, после чего переехал в Нью-Йорк и присоединился к Лиге студентов-художников Нью-Йорка. В 1893 году Келин он вернулся в Цинциннати и работал в качестве дизайнера в нескольких компаниях, занимающихся литографией. Был членом Художественного клуба Цинциннати, экспонировался на многих выставках.
В 1916 году художник поехал в Рокпорт, штат Массачусетс, где писал пейзажи и корабли.
Умер 28 марта 1929 года в Рокпорте, Массачусетс.
Работы Чарльза Келина находятся в коллекции Художественного музея Цинциннати, где он выставлялся регулярно на протяжении всей своей карьеры.